# Meiserich
Meiserich ist ein Stadtteil und der einzige Ortsbezirk der Stadt Ulmen im Landkreis Cochem-Zell des Bundeslandes Rheinland-Pfalz.

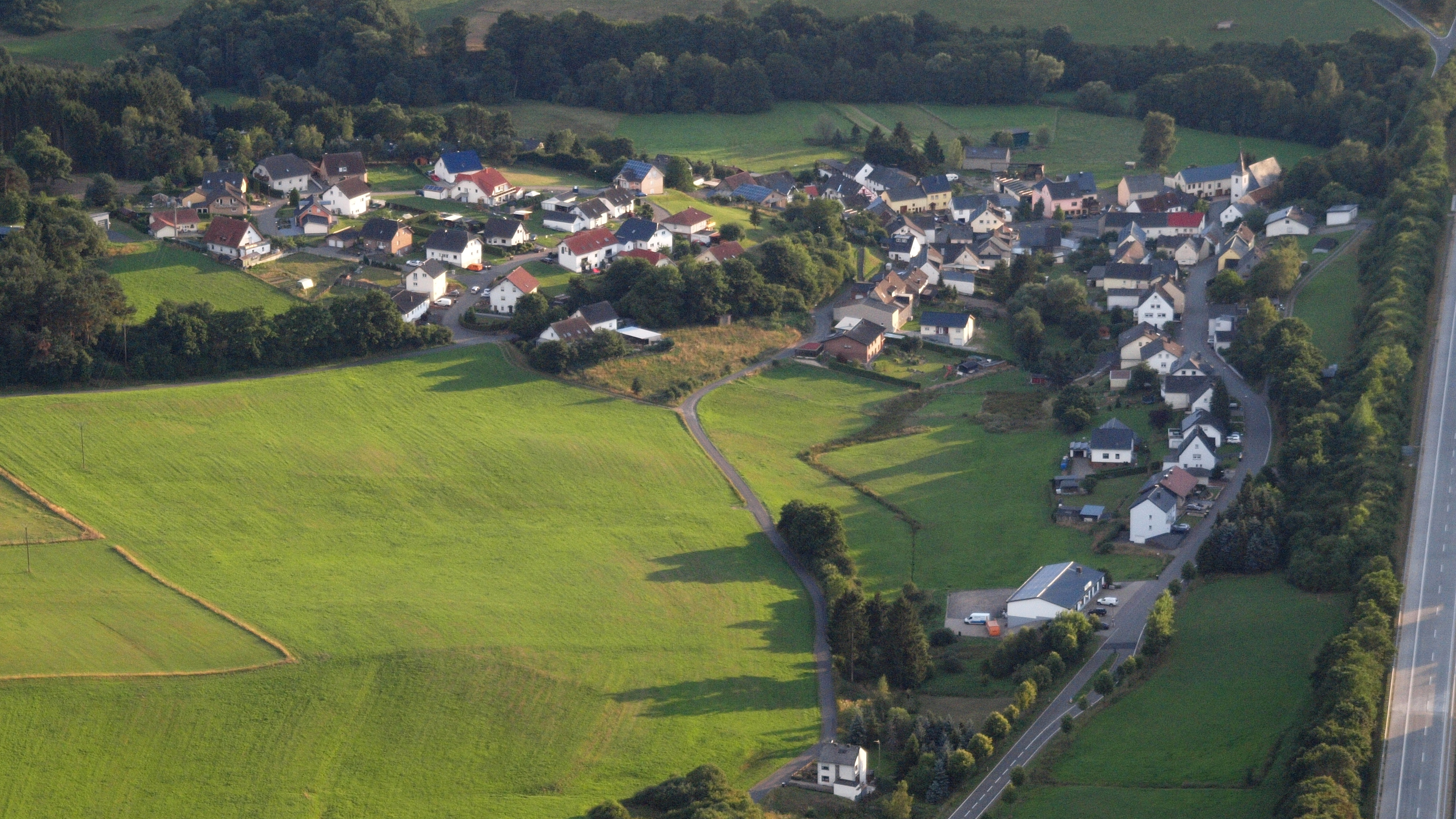
Meiserich, Luftaufnahme (2015)

## Lage
Meiserich liegt in der Eifel, etwa zwei Kilometer südwestlich des Hauptortes Ulmen, direkt an der Grenze zum benachbarten Landkreis Vulkaneifel.

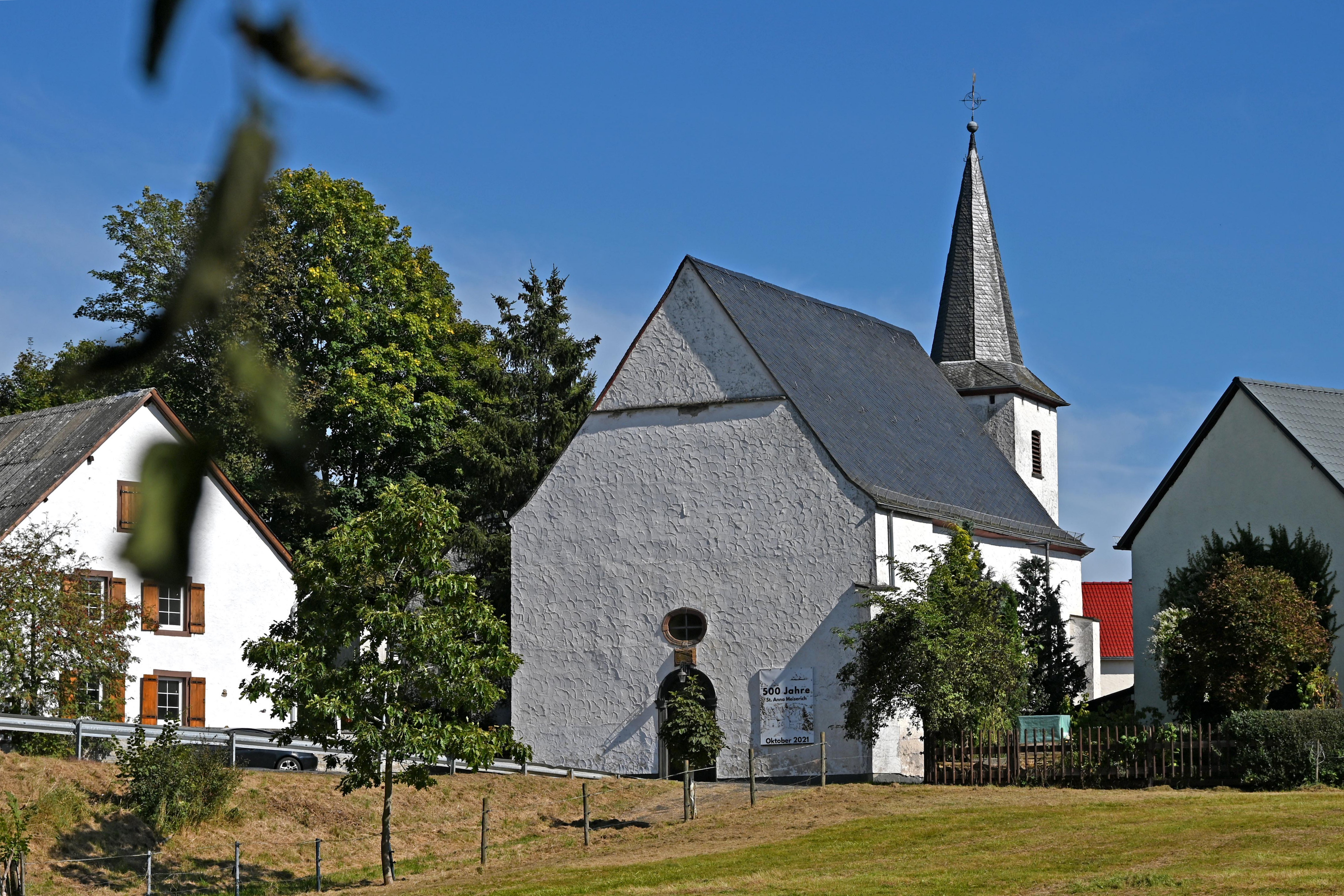
St. Anna von Südwesten

## Geschichte
Meiserich wurde erstmals 1558 als Messerich urkundlich erwähnt.
Der Ort gehörte zum Amt Ulmen, das nach der Einnahme des Linken Rheinufers durch französischen Revolutionstruppen nach 1794 aufgelöst wurde. In der Franzosenzeit gehörte der Ort zum Arrondissement de Coblence. Zusammen mit der Region wurde er 1815 auf dem Wiener Kongress dem Königreich Preußen zugeordnet. 
In den 1930er Jahren wurde die Autobahn an Meiserich vorbei erbaut. Im Zweiten Weltkrieg war ihr Viadukt Ziel alliierter Bombenangriffe, die auch das Dorf schwer in Mitleidenschaft zogen.
Seit 1946 ist Meiserich Teil des damals neu gegründeten Landes Rheinland-Pfalz. Am 1. Dezember 1970 wurde der seitherige Doppelname Ulmen-Meiserich der Gesamtgemeinde in Ulmen geändert.
In den letzten 40 Jahren hat sich durch den Strukturwandel die Bedeutung der landwirtschaftlichen Kleinbetriebe zunehmend verringert, Meiserich wurde zur Wohngemeinde. Am Ortsrand entstanden zudem zahlreiche Ferienhäuser.

## Politik
Der Stadtteil Meiserich ist gemäß Hauptsatzung der einzige Ortsbezirk der Stadt Ulmen und wird politisch von einem Ortsbeirat sowie einem Ortsvorsteher vertreten.
Der Ortsbeirat in Meiserich besteht aus fünf Mitgliedern und dem ehrenamtlichen Ortsvorsteher als Vorsitzendem.
Klaus Kutscheid ist seit 2004 Ortsvorsteher von Meiserich.

## Kultur
In der Denkmalliste des Landes Rheinland-Pfalz (Stand: 2020) sind folgende Kulturdenkmäler des Stadtteils genannt:

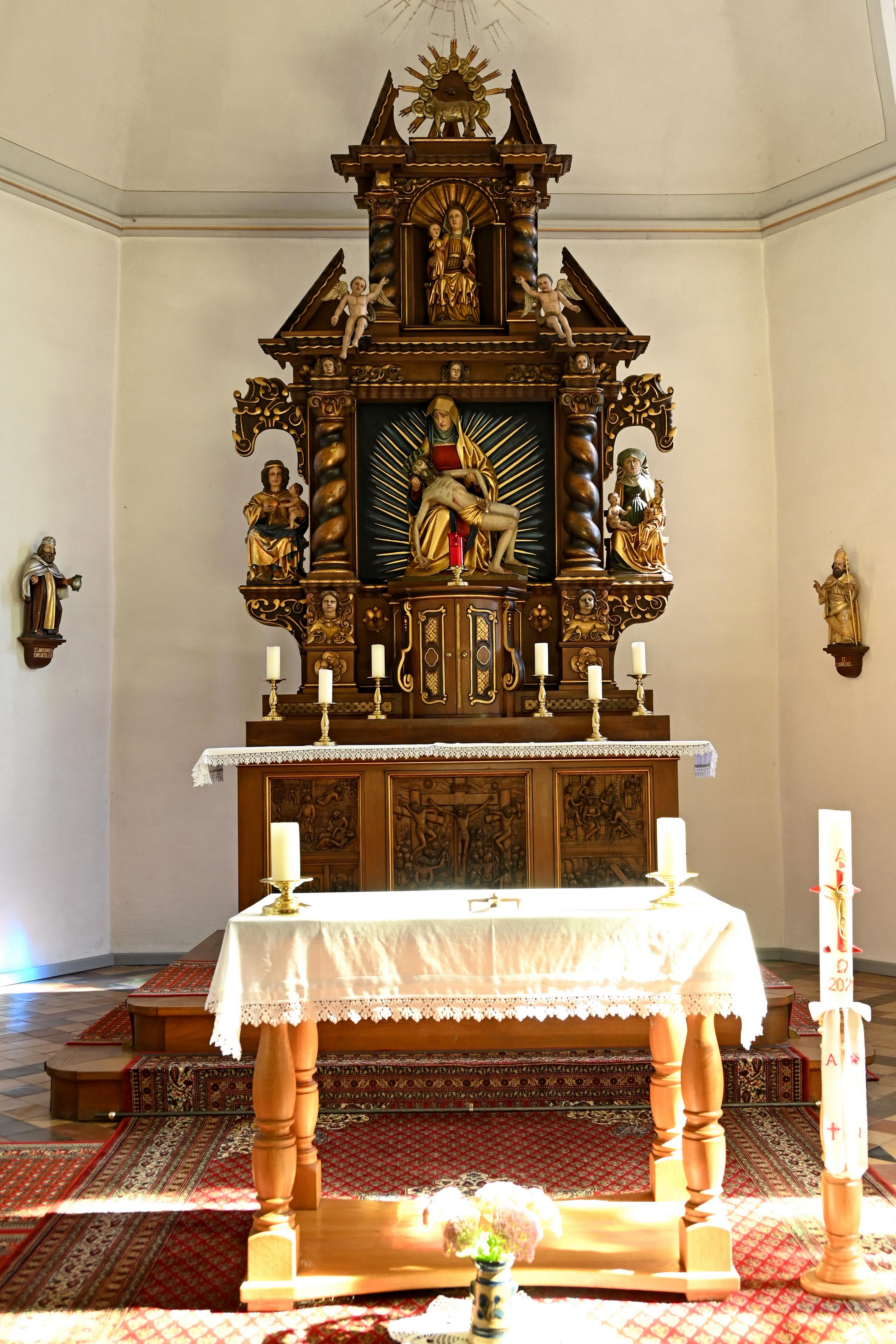
Katholische Filialkapelle St. Anna: Saalbau, im Kern spätgotisch (1521), Verlängerung um Turm 1793, Ulmener Straße 1  - Hochaltar (17. Jh.)
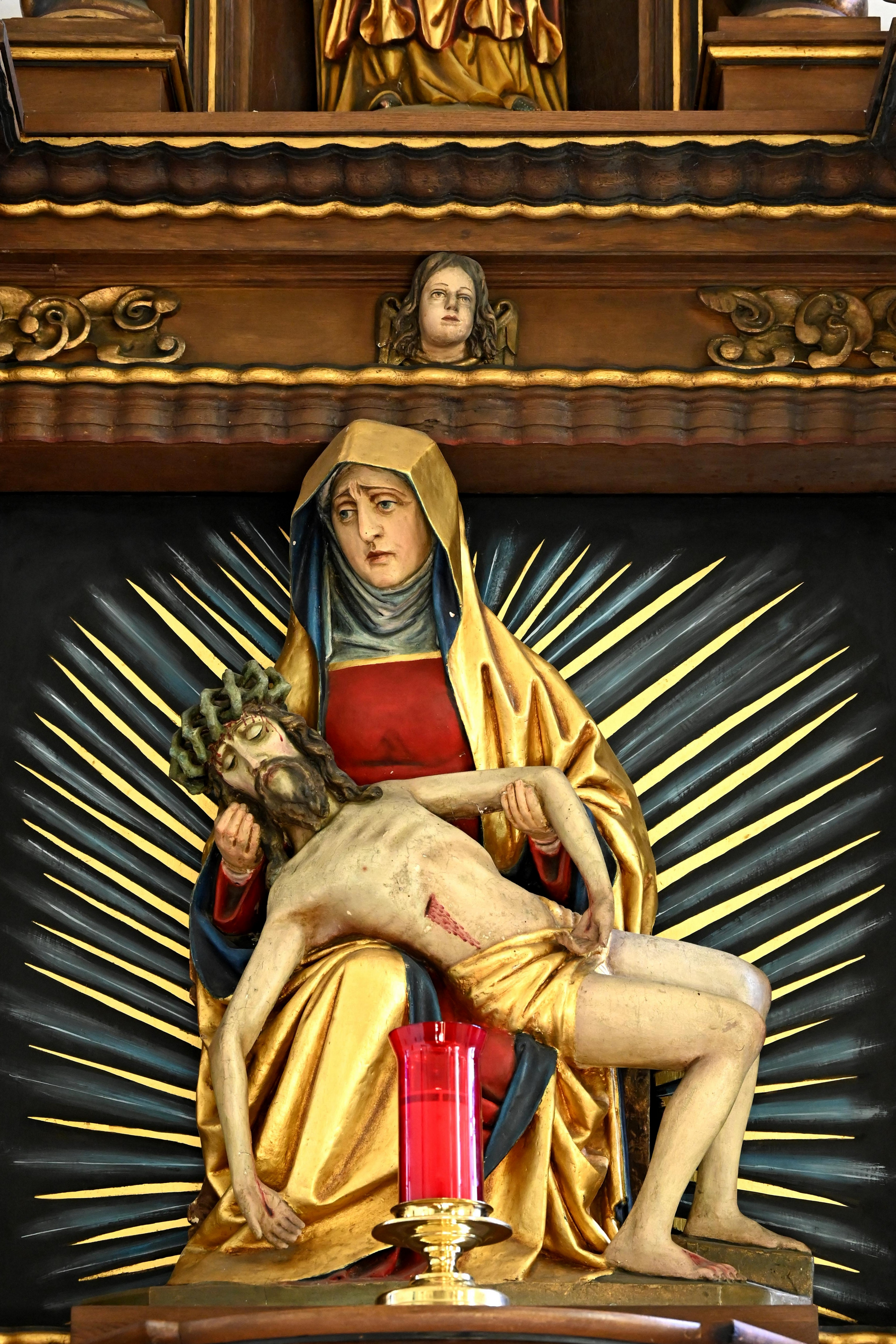
Gnadenbild, Pietà
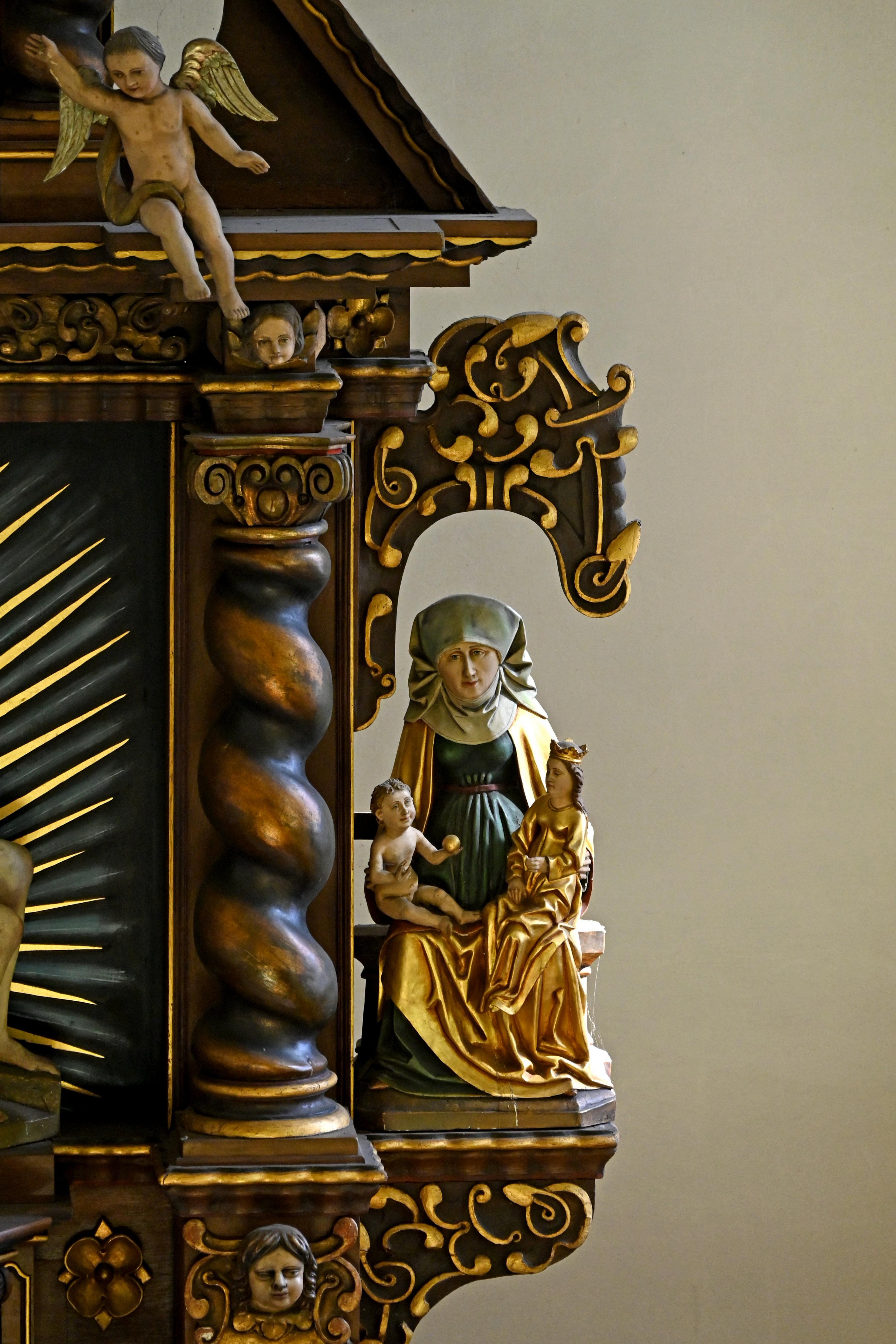
Anna Selbdritt
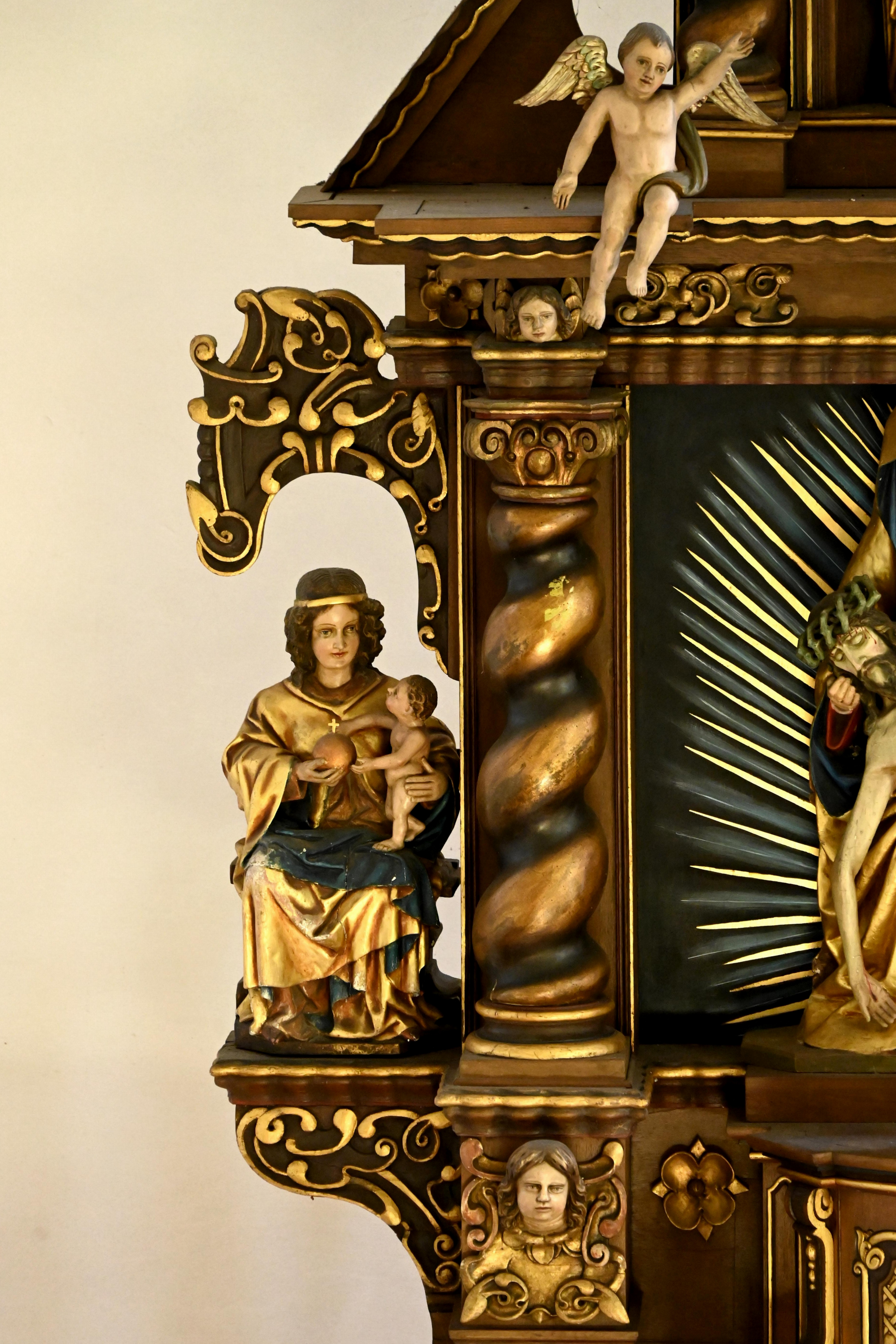
Maria mit Kind
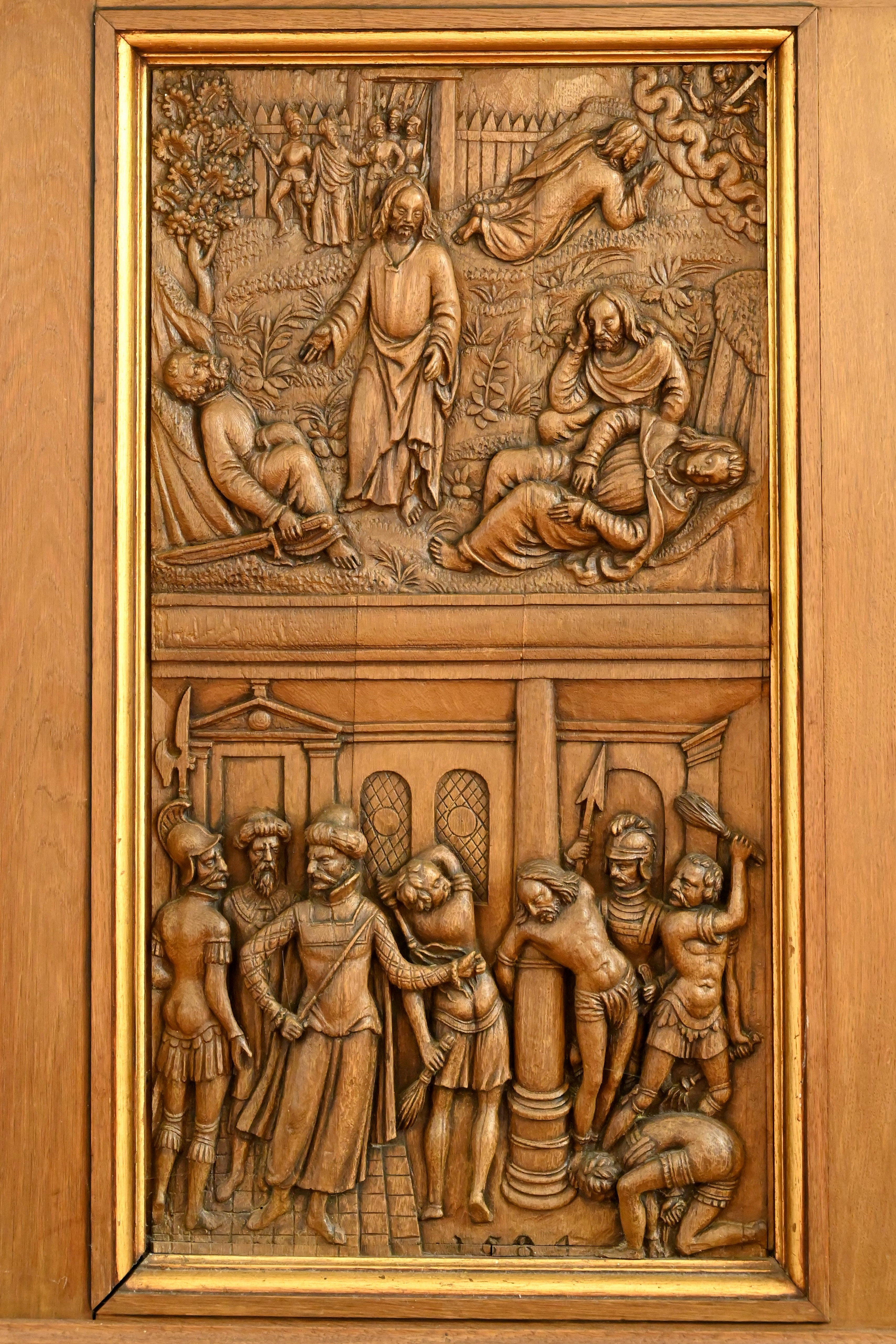
Antependium (1585)
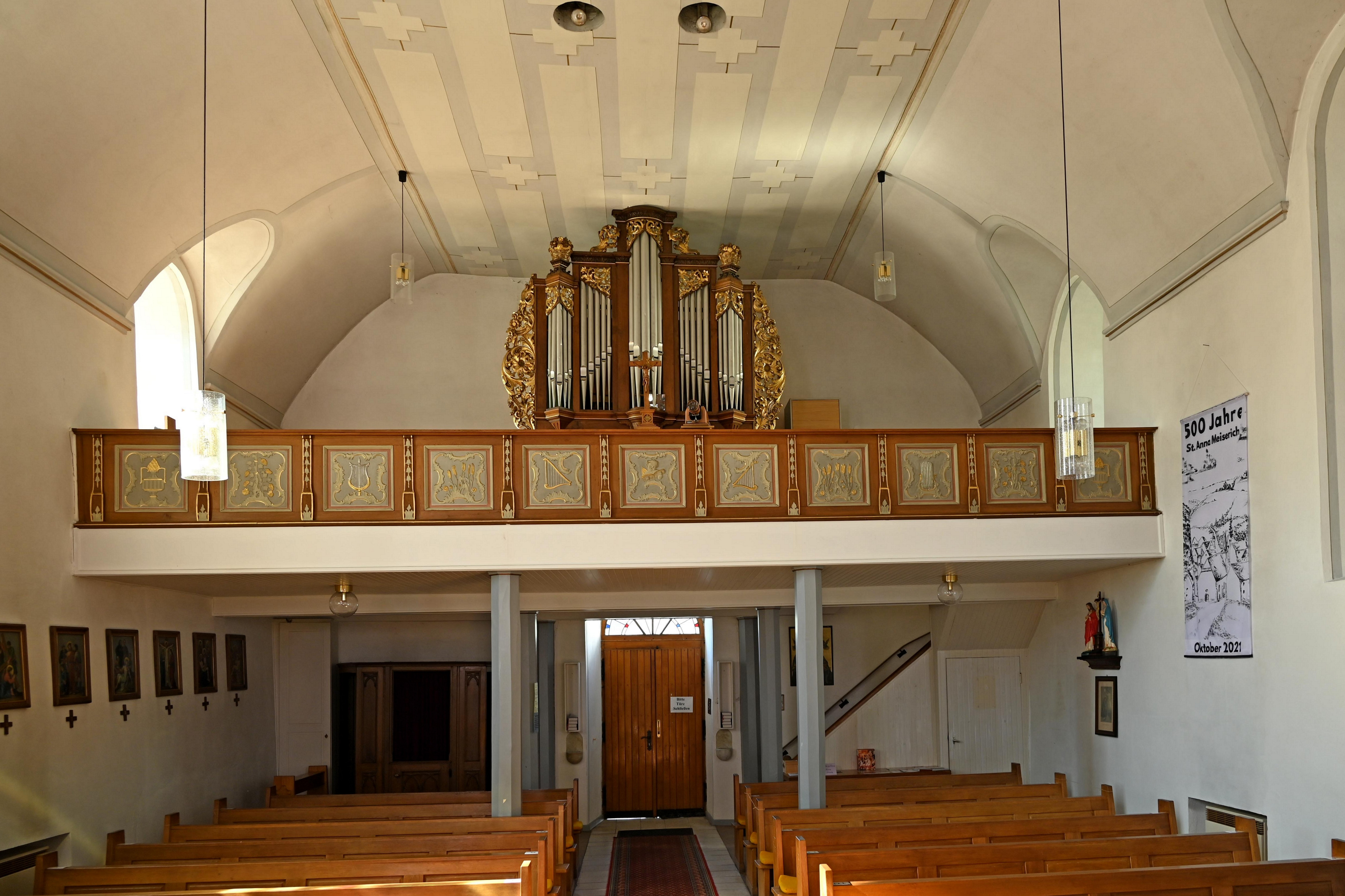
Blick zur Orgelempore
  - Gnadenbild, Pietà
  - Anna Selbdritt
  - Maria mit Kind
  - Antependium (1585)
  - Blick zur Orgelempore
- Hakenhof: Hofanlage, 19. Jahrhundert, Ulmener Straße 1
- Brunnen: Schwengelpumpe (1909), Ulmener Straße, vor Haus Nr. 4

## Verkehr und Infrastruktur
Meiserich wird durch die nach Nordosten führende Kreisstraße 1 an den Hauptort Ulmen angebunden. In westliche Richtung erreicht die K 1 unmittelbar ihr Ende an der Kreisgrenze. Ihre Fortsetzung verzweigt sich im Nachbarkreis nach Westen als K 16 nach Steiningen und nach Südwesten als K 22 nach Demerath. Im Norden führt die Bundesautobahn 48 unmittelbar an Meiserich vorbei.